# Saint-Aubin (Aisne)
Saint-Aubin – miejscowość i gmina we Francji, w regionie Hauts-de-France, w departamencie Aisne. Nazwa miejscowości pochodzi od imienia św. Albina.

## Demografia
Według danych na rok 1990 gminę zamieszkiwało 239 osób, a gęstość zaludnienia wynosiła 29 osób/km². W styczniu 2014 roku Saint-Aubin zamieszkiwało 330 osób, przy gęstości zaludnienia wynoszącej 40 osób/km².